# Arkansas City, Kansas
Arkansas City là một thành phố thuộc quận Cowley, tiểu bang Kansas, Hoa Kỳ. Năm 2010, dân số của xã này là 12415 người.

## Dân số
Dân số các năm:
- Năm 2000: 11963 người
- Năm 2010: 12415 người